# Juno II
Juno II var en amerikansk raket baserad på PGM-19 Jupiters första steg. 
Raketen användes första gången den 6 december 1958. För att skjuta upp Pioneer 3. Raketen misslyckades med att uppnå flykthastighet.

## Uppskjutningar
| Datum            | Utförande     | Nyttolast      |
| 6 december 1958  | Delvis lyckad | Pioneer 3      |
| 3 mars 1959      | Lyckad        | Pioneer 4      |
| 16 juli 1959     | Misslyckad    | Explorer S-1   |
| 15 augusti 1959  | Misslyckad    | Beacon 2       |
| 13 oktober 1959  | Lyckad        | Explorer 7     |
| 23 mars 1960     | Misslyckad    | Explorer S-46  |
| 3 november 1960  | Lyckad        | Explorer 8     |
| 25 februari 1961 | Misslyckad    | Explorer S-45  |
| 27 april 1961    | Lyckad        | Explorer 11    |
| 25 maj 1961      | Misslyckad    | Explorer S-45A |